# Dario Knežević
Dario Knezevic (n. 20 aprilie 1982, Rijeka) este un fotbalist croat. Și-a făcut debutul profesionist la echipa locală din Rijeka în anul 2002, unde a adunat 115 apariții în prima liga croată înainte de a se transfera în Italia la Livorno, la sfârșitul lunii august 2006. Primul meci în Serie A l-a disputat pe 25 octombrie 2006 în înfrângerea lui Livorno, 4-1 cu Internazionale Milano, iar primul gol din campionat l-a reușit împotriva lui Cagliari pe 18 aprilie 2007 contribuind la victoria echipei sale cu 2-1. Pe 21 iunie 2008, ziarul Corriere dello Sport a anunțat că Juventus l-a achiziționat pe fundașul croat cu 200.000 de euro, ca împrumut pentru acest sezon, cu opțiunea de cumpărare definitivă în schimbul sumei de un milion euro, dacă bianconerii vor dori să îl păstreze pe Knezevic la sfârșitul campionatului.
Jucătorul s-a integrat repede în lotul lui Juve, dar a suferit o accidentare într-un meci de pregătire cu Hamburger SV din presezon și a fost obligat să vadă de pe tușă primele etape ale noului campionat. Knezevic a revenit la dispoziția antrenorului Ranieri și a profitat de accidentările lui Legrottaglie și Mellberg pentru a aduna trei prezențe în tricoul bianconero (două în campionat și una în Champions League).
Evoluțiile bune l-au propulsat și în naționala Croației, pentru care a jucat în șapte partide, reușind un gol. Gol care, de altfel, a fost marcat la debutul său internațional, într-un amical cu Hong Kong pe 1 februarie 2006. A făcut de asemenea parte din lotul Croației pentru Euro 2008, dar s-a accidentat în ultimul meci din faza grupelor și a fost nevoit să încheie turneul prematur.